# Kuusalu församling
Kuusalu församling (estniska: Kuusalu kogudus) är en församling som tillhör Ida-Harju kontrakt inom den Estniska evangelisk-lutherska kyrkan. Församlingen omfattar större delen av Kuusalu kommun samt mindre delar av Jõelähtme kommun och Anija kommun i landskapet Harjumaa.

## Större orter
- Kiiu (småköping)
- Kolga (småköping)
- Kuusalu (småköping)